# Третница (деревня)
Третница — упразднённая деревня в Бабушкинском районе Вологодской области.
Входила в состав Подболотное сельское поселение, с точки зрения административно-территориального деления — в Подболотный сельсовет.

## География
Расстояние по автодороге до районного центра села имени Бабушкина — 127 км, до центра муниципального образования Кокшарки — 17 км. Ближайший населённый пункт — Шипуново.

## История
Упразднена в 2020 году.

## Население
| 2010 |
| ---- |
| 0    |

По данным переписи в 2002 году постоянного населения не было.